# Бистричоара (Њамц)
Бистричоара (рум. Bistricioara) насеље је у Румунији у округу Њамц у општини Чахлау. Oпштина се налази на надморској висини од 521 m.

## Становништво
Према подацима из 2002. године у насељу је живело 804 становника, од којих су сви румунске националности.